# François Aubral
François Robert, dit François Aubral, né le 2 février 1946 à Courbevoie et mort le 19 juillet 2019 à Paris, est un philosophe et écrivain français. Il enseigna la philosophie et l’esthétique à l'université Paris 1 Panthéon-Sorbonne.